# Cratere Ibn Yunus
Ibn Yunus è un cratere lunare sommerso intitolato all'astronomo e matematico egizio Ibn Yunus; è situato sulla faccia nascosta del satellite, appena oltre il lembo orientale. Può essere osservato dalla Terra sotto condizioni favorevoli di librazione e illuminazione, e anche in questo caso viene visto dal bordo. È congiunto al margine esterno est-sudest del cratere sommerso Goddard. Si trova all'interno del Mare Marginis, un mare lunare lungo il lembo orientale.
Ciò che sopravvive di Ibn Yunus è una bassa catena, approssimativamente circolare, che si proietta attraverso il mare; questo anello è interrotto lungo i confini occidentale e meridionale. La superficie interna si presenta quasi livellata, con un coefficiente di albedo relativamente basso.